# Réserve de biodiversité Kakinwawigak
La réserve de biodiversité Kakinwawigak est une réserve de biodiversité situé au Témiscamingue au Québec (Canada). Cette aire protégée de 243 km2 a été créé dans l'objectif de protégée un échantillon représentatif de la province naturelle des basses-terres de l'Abitibi. Elle a été créée en 2019 et est administré par le ministère de l'Environnement et de la Lutte contre les changements climatiques.

## Toponymie
Le nom de la réserve fait référence à la présence sur le territoire de la réserve de la Première Nation de Long Point avant son déplacement à Winneway. Le nom fait référent à une pointe qui s'avance dans le lac des Quinze. « kakinwawigak » signifie « longue pointe » en algonquin.

## Géographie
La réserve de biodiversité Kakinwawigak est localisée à 35 km au nord-est de Ville-Marie et à 25 km à l'est de Winneway. Elle a une superficie de 243,1 km2. La réserve est située dans les municipalités de Laverlochère-Angliers, de Rémigny et de Moffet, situées dans la municipalité régionale de comté du Témiscamingue, en Abitibi-Témiscamingue.

### Relief et géologie
Le relief de la réserve est composé d'une plaine légèrement inclinée vers le nord ponctuée de buttes et de buttons. L'altitude y est en moyenne à 284 m avec une variation allant de 218 à 373 m. La réserve est située dans la province du Supérieur du Bouclier canadien. Elle est composée de roches archéennes âgées de 2,5 milliards d'années. Elles sont composées principalement de roches d’origine intrusive comme des granitoïdes et du granit au nord. À l'extrémité est, près des lacs Beaudry et Gérin-Lajoie, le socle est plutôt composée de paragneiss.
À la fonte de l'inlandsis laurentidien, il y a 8 500 ans le socle rocheux est recouvert par le lac glaciaire Barlow-Ojibway qui le recouvre d'une épaisse couche de limons et d'argiles glacio-lacustres. L'action des vagues du lac a ensuite dégagé les sommets les plus élevés des buttes. Elle est traversée par deux eskers qui sont dans un axe nord-est / sud-ouest.

### Hydrographie
La réserve est située dans le bassin versant de la rivière des Outaouais. La rivière marque elle-même la limite sud de la réserve sous la forme du lac des Quinze. Seuls cinq des lacs de la réserve ont un nom, soit en taille décroissante les lacs Gérin-Lajoie (1,54 km2), des Guêpes (1,34 km2), du Vieux-Leblanc (0,31 km2), Roger (0,17 km2) et à Donat (0,09 km2). La superficie des 350 plans et cours d'eau du territoire en recouvre 2 %.

### Climat
Le climat de Kakinwawigak est un climat continental de type subpolaire doux, subhumide à longue saison de croissance. La température moyenne annuelle varie de 1,9 °C à 4,5 °C. Les précipitations annuelles sont de l'ordre de 800 à 1 359 mm et la saison de croissance annuelle est de 180 à 209 jours.

## Flore
La réserve est située dans le domaine bioclimatique de la sapinière à bouleau jaune. Les forêts recouvre 88 % du territoire. Ces dernières sont composées à 70 % de forêts mélangées. Les résineux en recouvrent 25 % et les feuillus seulement 5%. Les principaux peuplements sont ceux d'épinette noire et de sapin baumier, qui recouvrent les basses-terres limono-argileuses et qui partagent ces plaines avec le bouleau à papier et les peupliers, selon la perturbation. Les buttes au nord et au sud sont occupés par le bouleau jaune, qu'elles partagent avec l'érable à sucre. La topographie variée de la réserve favorise la diversité des peuplement. On y retrouve des peuplements de pin blanc et de pin rouge sur les versants escarpés et les milieux sablonneux, le thuya occidental sur les affleurements rocheux et les parois, le pin gris en milieu sablonneux et le mélèze laricin dans les endroits mal drainés, en bordure des tourbières.
Les forêts sont équilibrées entre différentes classes d'âge. Les jeunes peuplements représentent 36 % des forêts, les regroupements d'âge moyen 20 % et le couvert forestier âgé de plus de 80 ans 40 %. Il n'y a eu aucun inventaire exhaustif de la flore de la réserve de biodiversité Kakinwawigak. La ceinture argileuse de l'Abitibi et du Nord-Est ontarien renferme 1 000 taxons de plantes vasculaires, 125 espèces de lichens, 30 espèces d'hépatiques et 159 espèces de bryophytes.

## Faune
Il n'y a eu aucun inventaire spécifique de la faune pour la réserve de biodiversité. Dans la littérature, les espèces caractéristique de la sapinière à bouleau jaune sont le lièvre d'Amérique (Lepus americanus), l'ours noir (Ursus americanus), l'écureuil roux (Tamiasciurus hudsonicus), le castor du Canada (Castor canadensis), le rat musqué (Ondatra zibethicus), le porc-épic d'Amérique (Erethizon dorsatum), la martre d'Amérique (Martes americana), la belette pygmée (Mustela nivalis), le pékan (Martes pennanti), le vison d'Amérique (Neovison vison), le coyote (Canis latrans), le loup gris (Canis lupus), la loutre de rivière (Lontra canadensis), le lynx du Canada (Lynx canadensis), l'orignal (Alces americanus), le cerf de Virginie (Odocoileus virginianus) et sept espèces de chauves-souris. Une cinquantaine d'espèces de Mammifères serait présentes dans l'ouest de l'Abitibi-Témiscamingue.
Il y aurait selon les inventaires 150 espèces d'oiseaux en Abitibi-Témiscamingue, dont plusieurs fréquenteraient la réserve. On recense aussi 22 espèces de l'herpétofaune en Abitibi-Témiscamingue. Finalement aucun inventaire n'a été fait pour les lacs, ces derniers étant de faibles envergures.
On y retrouve quelques espèces  fauniques menacées, vulnérables ou susceptibles de l'être dans la réserve. On y a recensé entre autres le martinet ramoneur (Chaetura pelagica), le troglodyte à bec court (Cistothorus platensis), le pygargue à tête blanche (Haliaeetus leucocephalus), la chauve-souris argentée (Lasionycteris noctivagans), la chauve-souris rousse (Lasiurus borealis), la chauve-souris cendrée (Lasiurus cinereus) et le campagnol des rochers (Microtus chrotorrhinus) autour de la réserve de biodiversité.

## Histoire
Au sud-est de la réserve se trouve l'ancien village algonquin de Longue-Pointe.  Le village comprenait un comptoir de la Compagnie de la Baie d'Hudson et une mission fondée par les Oblats de Marie-Immaculée en 1884Les Algonquins abandonnent le site durant les années 1920, en raison de la construction de barrages sur la rivière des Outaouais.[réf. souhaitée]. Le site ne comprend plus qu'un cimetière algonquin et les vestiges d'une chapelle construite en 1891. Ces derniers se sont établis sur les rives de la rivière Winneway durant les années 1930. En 1950, à la suite de la construction d'une route reliant Belleterre à Laforce que l'on décide de fonder le village de Winneway.
En juillet 2004, le gouvernement du Québec donne le statut temporaire à la réserve, connue alors comme la réserve de biodiversité projetée du lac des Quinze. En 2007, le ministre du Développement durable, de l’Environnement et des Parcs confie au Bureau d'audiences publiques sur l'environnement (BAPE) le mandat de tenir des consultations publiques sur le projet de création de quatre réserves de biodiversités en Abitibi-Témiscaminque. Celui-ci remet son rapport le 8 août 2007 au ministère. Ce dernier était favorable à donner un statut permanent à la réserve du lac des Quinze. Lors de la mise en protection temporaire, la réserve avait une superficie de 159 km2. Le rapport du BAPE suggérait que l'on devrait évaluer la possibilité d'y ajouter des zones d’intérêts adjacentes avant de lui conférer un statut permanent. Cette dernière a finalement obtenu son statut d'aire protégée permanente le 13 mars 2019.

## Usage
La réserve de biodiversité Kakinwawigak comprend 65 baux d'abris sommaires (camp de chasse), six baux de villégiature et un bail de pourvoirie à droit non exclusif. La réserve de biodiversité chevauche 11 terrains de piégeage. La chasse sportive y est aussi pratiquée. La réserve est parcouru par très peu de chemins forestiers et certains secteurs sont même inaccessibles par voie terrestre. Un parcours de canot-camping longe le sud et le sud-ouest de la réserve.